# Tjörn
Tjörn (szw. Tjörn) – wyspa nad cieśniną Skagerrak na zachodnim wybrzeżu Szwecji. Wśród szwedzkich wysp jest 6. pod względem powierzchni całkowitej.

## Geografia
Wyspa (pow. 147,54 km²; dł. 18,8 km; szer. 15,2 km; linia brzegowa 191 km) jest w większości nizinna, z największym wzniesieniem – 102 m n.p.m. Ludność zajmuje się głównie rybołówstwem i rolnictwem. Największym miastem jest Skärhamn liczące 3193 mieszkańców (2010). Z kontynentalną częścią Szwecji łączą Tjörn 3 mosty, z których najdłuższy ma długość 664 m.

## Historia
Pierwsze ślady osadnictwa na wyspie datuje się X tysiąclecie p.n.e. W VIII wieku n.e. pojawili się na niej wikingowie.

## Galeria

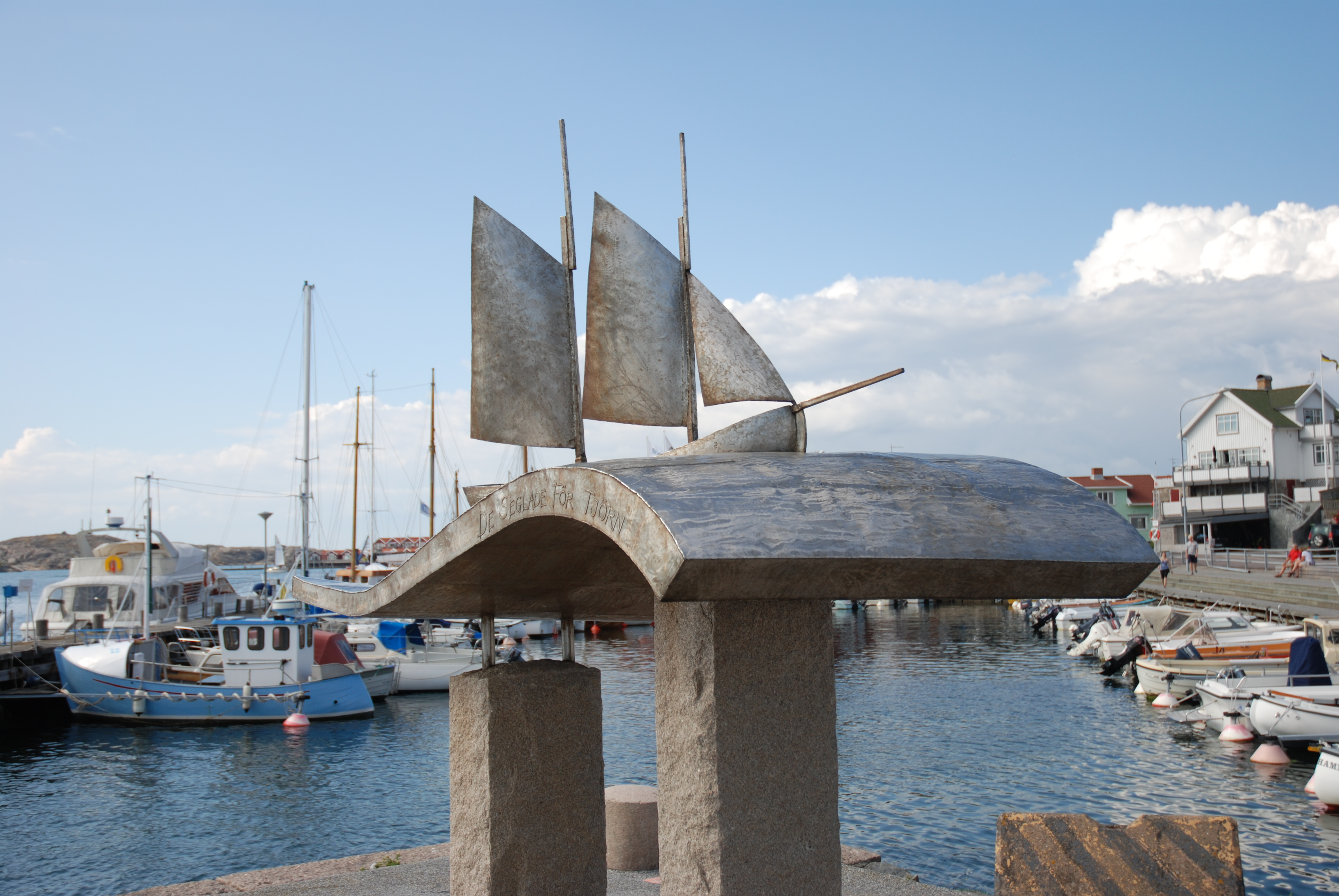
rzeźba Bosse Anås pn. De seglade för Tjörn
Herb Tjörn